# رينيه لوبيز
رينيه لوبيز (بالإنجليزية: Rene Lopez)‏ هو كاتب أغاني وملحن أمريكي، ولد في 6 أغسطس 1969 في ذا برونكس في الولايات المتحدة.

## وصلات خارجية
- الموقع الرسمي
- رينيه لوبيز على موقع ميوزك برينز (الإنجليزية)
- رينيه لوبيز على موقع ميوزك برينز (الإنجليزية)
- رينيه لوبيز على موقع ديسكوغز (الإنجليزية)